# Otacilia luna
Otacilia luna is een spinnensoort uit de familie van de Phrurolithidae.
De wetenschappelijke naam van de soort werd in 1994 als Phrurolithus luna gepubliceerd door Kamura.